# Mihai Șavlovschi
Mihai Alin Șavlovschi (* 22. August 2006 in Tulcea) ist ein rumänischer Leichtathlet, der im Mittelstrecken- und Hindernislauf an den Start geht.

## Sportliche Laufbahn
Erste internationale Erfahrungen sammelte Mihai Șavlovschi im Jahr 2022, als er bei den U20-Balkan-Hallenmeisterschaften in Belgrad in 8:51,97 min den sechsten Platz im 3000-Meter-Lauf belegte. Im Juni gewann er bei den U18-Balkan-Meisterschaften in Bar in 6:03,60 min die Silbermedaille über 2000 m Hindernis und anschließend gelangte er bei den U18-Europameisterschaften in Jerusalem mit 5:55,92 min auf den zwölften Platz. Daraufhin gewann er beim Europäischen Olympischen Jugendfestival (EYOF) in Banská Bystrica in 5:50,91 min die Bronzemedaille. Im Jahr darauf siegte er in 5:39,51 min beim EYOF in Maribor und gelangte dann bei den U20-Europameisterschaften in Jerusalem mit 9:20,12 min auf den 15. Platz über 3000 m Hindernis. Daraufhin siegte er in 5:58,10 min über 2000 m Hindernis bei den U18-Balkan-Meisterschaften in Sivas und erreichte im Dezember bei den Crosslauf-Europameisterschaften in Brüssel nach 17:59 min den 54. Platz im U20-Rennen. 2024 gewann er bei den U20-Balkan-Hallenmeisterschaften in Belgrad in 3:53,20 min die Silbermedaille im 1500-Meter-Lauf und sicherte sich mit der rumänischen 4-mal-400-Meter-Staffel in 3:21,64 min die Bronzemedaille. Im Mai belegte er bei den Balkan-Meisterschaften in Izmir in 9:03,75 min den fünften Platz über 3000 m Hindernis und im August kam er bei den U20-Weltmeisterschaften in Lima in der Vorrunde nicht ins Ziel. Im Dezember wurde er bei den Crosslauf-Europameisterschaften in Antalya in 16:00 min 88. im U20-Rennen. Im Jahr darauf gewann er bei den U20-Balkan-Hallenmeisterschaften in Sofia in 3:57,75 min die Bronzemedaille über 1500 Meter und im Juli gewann er bei den U20-Balkan-Meisterschaften in Craiova in 9:26,95 min die Silbermedaille über 3000 m Hindernis. Anschließend schied er bei den U20-Europameisterschaften in Tampere mit 9:19,70 min im Vorauf über die Hindernisse aus.
2025 wurde Șavlovschi rumänischer Hallenmeister im 1500-Meter-Lauf.

## Persönliche Bestleistungen
- 1500 Meter: 3:58,61 min, 20. Mai 2023 in Bukarest
  - 1500 Meter (Halle): 3:53,20 min, 4. Februar 2024 in Belgrad
  - 3000 Meter (Halle): 8:30,39 min, 18. Februar 2024 in Bukarest
- 3000 m Hindernis: 9:01,13 min, 29. Juni 2024 in Cluj-Napoca